# موزه تاریخ ملی لتونی

لوگوی موزه

موزهٔ تاریخ ملی لتونی (لتونیایی: Latvijas Nacionālais vēstures muzejs) یک موزهٔ ملی تاریخ در ریگا، لتونی است.
این موزه در سال ۱۸۶۹ توسط انجمن لتونیایی ریگا بنیان نهاده شد.
از سال ۱۹۲۰، این موزه در دژ ریگا قرار دارد و در سال ۱۹۲۴ مقام موزه را کسب کرد. هدف موزه، «جمع‌آوری، حفظ، تحقیق و رواج فرهنگ معنوی و مادی از لتونی و جهان از دوران باستان تا امروز است که دارای اهمیت باستان‌شناسی، قوم‌شناسی، سکه‌شناسی، تاریخی یا هنری است، در راستای منافع ملت لتونی و مردم آن.»
از می ۲۰۱۴، فضای اصلی نمایش به‌طور موقت در بلوار آزادی ریگا (Brīvības bulvāris) در یک ساختمان سه‌طبقه متعلق به سال ۱۸۷۵ قرار دارد. مکان آن به بنای آزادی ریگا نزدیک است. از سال ۱۹۴۶ تا ۲۰۰۹، ساختمان آن به عنوان دانشکدهٔ تاریخ و فلسفهٔ دانشگاه لتونی به کار می‌رفت.

## نگارخانه

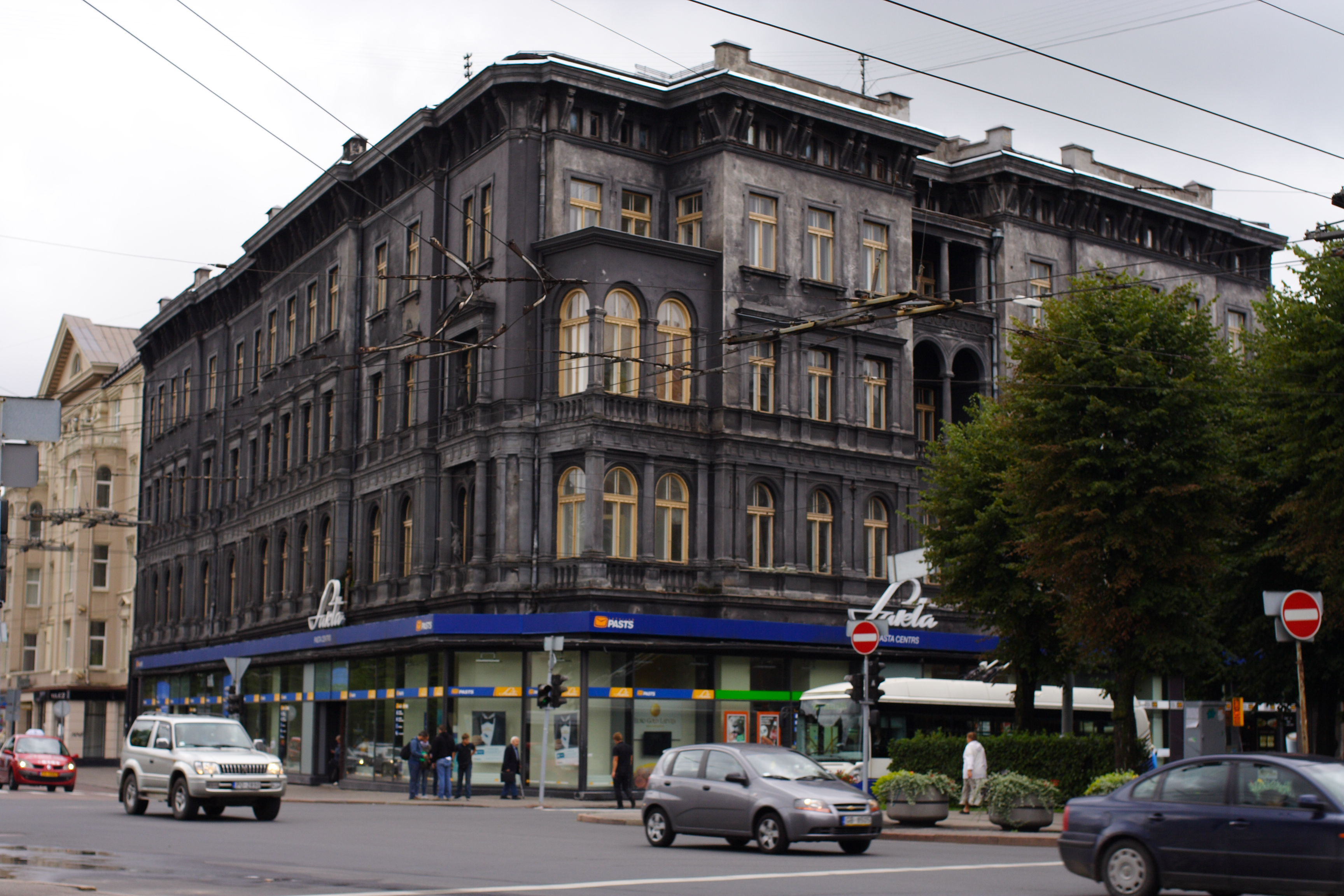
ساختمان اصلی در بلوار آزادی
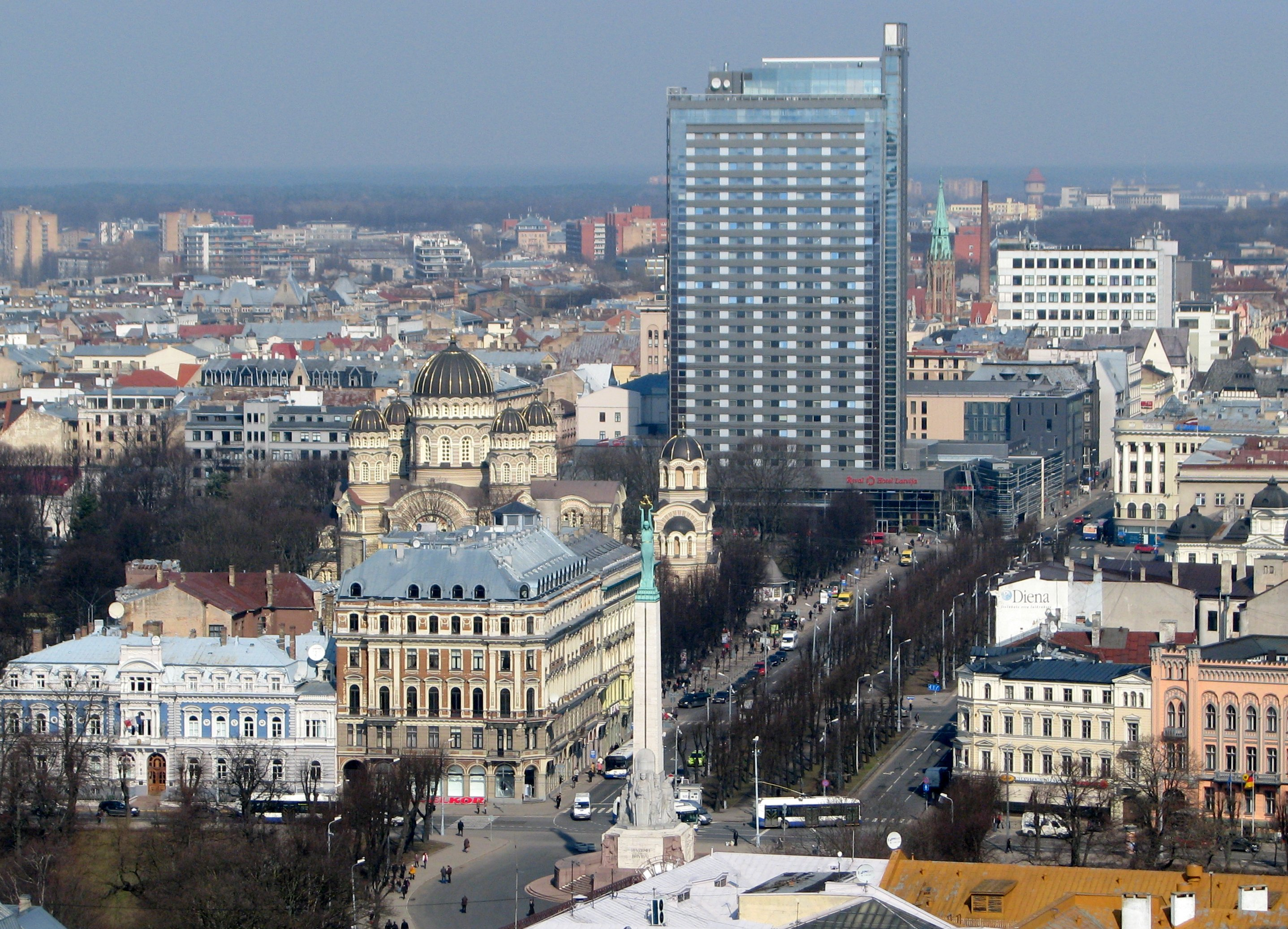
نمای موزه از کلیسای سنت پیتر